# Красная книга Архангельской области
Красная книга Архангельской области — аннотированный список редких и находящихся под угрозой исчезновения видов грибов, растений и животных на территории Архангельской области. Региональный вариант Красной книги России.

## История
Первоначальный список видов, охраняемых на территории Архангельской области, был утверждён решением Архангельского облисполкома от 18 августа 1989 года. Его опубликование произошло в 1990 году.
Красная книга Архангельской области была издана в 1995 году комитетом охраны окружающей среды и природных ресурсов Архангельской области в числе первых региональных изданий красных книг. Но книга фактически являлась научно-популярной литературой, так как на тот момент в области отсутствовала местная законодательная база, регулирующая вопросы её издания и ведения. В список редких и охраняемых видов входили 324 таксона (9 видов грибов, 2 вида лишайников, 2 вида мхов, 213 видов высших растений, 51 вид беспозвоночных и 47 видов позвоночных животных), которые были разделены на четыре категории редкости.
В 2008 году книга была переиздана в соответствии с федеральными законами от 10 января 2002 года № 7-ФЗ «Об охране окружающей среды» (с изменениями на 26 июня 2007 года), от 24 апреля 1995 года № 52-ФЗ «О животном мире» (с изменениями на 20 апреля 2007 года) и постановлением главы администрации Архангельской области от 02 февраля 2005 года № 29 «О Красной книге Архангельской области».
Во втором издании Красной книги Архангельской области (без учета территории Ненецкого автономного округа) содержатся данные о 203 таксонах (5 видов грибов, 10 видов лишайников, 46 видов мхов, 90 видов сосудистых растений, 4 вида беспозвоночных и 48 видов позвоночных животных), которые отнесены к восьми категориям редкости.
Третье издание вышло в 2020 году. В него включены 350 видов, включая 63 грибов, 56 лишайников, 52 мхов, 15 водорослей, 96 сосудистых растений, 8 беспозвоночных и 60 видов позвоночных животных.

## Ведение книги
Согласно местному законодательству, ведение региональной красной книги возложено на комитет по экологии администрации Архангельской области.
Сбор и обобщение информации о таксонах, входящих в Красную книгу или планируемых к включению в неё, законодательно рекомендован Поморскому государственному университету им. М. В. Ломоносова, Северному научно-исследовательскому институту лесного хозяйства, Северному отделению Полярного научно-исследовательского института морского рыбного хозяйства и океанографии, государственному природному заповеднику «Пинежский», Северному филиалу государственного научного учреждения «Всероссийский научно-исследовательский институт охотничьего хозяйства и звероводства им. Б. М. Житкова».
Издание Красной книги Архангельской области должно производиться не реже одного раза в 10 лет. В течение периода между изданиями книги составляются и утверждаются списки редких и находящихся под угрозой исчезновения таксонов, планируемых к включению в следующую книгу либо исключению из неё.

## Содержание
Красная книга состоит из трёх частей, описывающих, соответственно, охраняемые виды грибов, растений и животных. Перечни видов и их описания расположены в соответствии с общепринятой систематикой.
Все присутствующие в книге виды разделены на восемь категорий, в зависимости от уровня угрозы их возможного исчезновения:
- 0 (Ex) — вероятно исчезнувшие виды (подвиды, популяции);
- 1 (E) — находящиеся под угрозой исчезновения виды (подвиды, популяции);
- 2 (V) — сокращающиеся в численности виды (подвиды, популяции);
- 3 (R) — редкие виды (подвиды, популяции);
- 4 (I) — неопределённые по современному состоянию или категориям виды (подвиды, популяции);
- 5 (Cd) — восстанавливаемые или восстанавливающиеся виды (подвиды, популяции);
- 6 — редкие с нерегулярным пребыванием виды (подвиды, популяции);
- 7 — вне опасности.

## Списки видов
На 2020 года в Красную книгу внесены 350 видов животных, растений и грибов.

### Растения и охрофиты
- Laminaria solidungula — Ламинария плотнокопытная (3)
- Saccorhiza dermatodea  — Саккориза кожистая (3)

- Lemanea fluviatilis — Леманея речная (3)
- Lemanea rigida — Леманея жёсткая (3)
- Sheathia boryana  — Шисия Бори (3)
- Wildemania amplissima — Вильдемания широчайшая (3)

- Derbesia marina — Дербезия морская (3)
- Aegagropila linnaei — Эгагропила Линнея (3)
- Kornmannia leptoderma — Корнманния тонкокожистая (3)
- Uiva lactuca — ВУльва латук (3)

- Chara papillosa —  Хара сосочковая (3)
- Chara strigosa —  Хара щетинистая (3)
- Chara subspinosa —  Хара почти-колючая (3)
- Nitella wahlbergiana — Нителла Вальберга (4)
- Tolypella canadensis —  Толипелла канадская (0)

- Sphagnum subnitens — Сфагнум блестящий (3)
- Sphagnum palustre  — Сфагнум болотный (3)
- Sphagnum quinquefarium — Сфагнум пятирядный (3)
- Sphagnum subfulvum — Сфагнум рыжеватый (3)
- Timmia bavarica — Тиммия баварская (3)
- Catoscopium nigritum — Катоскопиум чернеющий (3)
- Schistidium holmenianum — Схистидиум Хольмена (3)
- Seligeria campylopoda — Селигерия согнутоножковая (3)
- Seligeria donniana — Селигерия Дона (3)
- Seligeriapolaris — Селигерия полярная (4)
- Distichium inclinatum — Дистихиум наклонённый (3)
- Aloina rígida — Алоина жёсткая (0)
- Aloina brevirostris — Алоина короткоклювая (3)
- Trichostomum crispulum — Трихостомум курчавый (3)
- Fissidens fontanus — Фиссиденс ключевой (3)
- Amblyodon dealbatus — Амблиодон беловатый (3)
- Meesia longiseta — Меезия длинноножковая (3)
- Meesia uliginosa — Меезия топяная (3)
- Meesia hexasticha — Меезия шестирядная (3)
- Voitia hyperborea — Войтия северная (1)
- Splachnum ampullaceum — Сплахнум бутылковидный (2)
- Splachnum luteum — Сплахнум жёлтый (2)
- Splachnum rubrum — Сплахнум красный (2)
- Splachnum sphaericum — Сплахнум сферический (2)
- Splachnum vasculosum — Сплахнум сосудовидный (2)
- Tetraplodon angustatus — Тетраплодон суженный (2)
- Tetraplodon mnioides — Тетраплодон мниевидный (2)
- Tayloria acuminata — Тэйлория длиннозаострённая (4)
- Orthotrichum gymnostomum — Ортотрихум голоустьевый (0)
- Ulota curvifolia — Улота криволистная (3)
- Hedwigia ciliata — Гедвигия реснитчатая (3)
- Bartramia pomiformis — Бартрамия яблоковидная (3)
- Plagyopus oederianus — Плагиопус Эдера (3)
- Fontinalis hypnoides — Фонтиналис гипновидный (3)
- Fontinalis dalecarlica — Фонтиналис далекарлийский (3)
- Herzogiella seligeri — Герцогиелла Селигера (2)
- Platydictya jungermannoides — Платидикция юнгерманноидная (3)
- Plagiothecium berggrenianum — Плагиотециум Бергренна (3)
- Myurella tenerrima — Миурелла тончайшая (3)
- Heterocladium dimorphum — Гетерокладиум диморфный (3)
- Homalia trichomanoides — Гомалия трихомановидная (3)
- Isothecium alopecuroides — Изотециум лисохвостоподобный (3)
- Isothecium myosuroides — Изотециум мышехвостоподобный (3)
- Loeskypnum badium — Лёскипнум каштаново-бурый (3)
- Stereodon bambergeri — Стереодон Бамбергера (3)
- Stereodon hamulosus — Стереодон короткокрючковатый (3)
- Stereodon holmenii — Стереодон Холмена (3)
- Stereodon plicatulus — Стереодон слабоскладчатый (3)
- Drepanocladussendtneri — Дрепанокладус Зендтнера (3)
- Pseudocalliergon lycopodioides — Псевдокаллиергон плауновидный (3)
- Pseudocalliergon trifarium — Псевдокаллиергон трёхрядный (3)
- Campylium longicuspis — Кампилиум длиннозаостренный (4)

- Athyrium distentifolium — Кочедыжник расставленнолистный (4)
- Asplenium viride — Костенец зелёный (4)
- Botrychium boreale — Гроздовник северный (3)
- Botrychium lanceolatum — Гроздовник ланцетовидный (3)
- Botrychium matricariifolium — Гроздовник ромашколистный (3)
- Botrychium virginianum — Гроздовник виргинский (3)
- Polypodium vulgare — Многоножка обыкновенная (3)
- Rhizomatopteris sudetica — Корневищник судетский (3)
- Woodsia alpina — Вудсия альпийская (4)
- Woodsia glabella — Вудсия гладкая (3)
- Woodsia ilvensis — Вудсия эльбская (4)

- Isoetes lacustris — Полушник озёрный (3)
- Isoetes echinospora — Полушник колючеспоровый (3)

- Adonis sibirica — Адонис сибирский (1)
- Agrostis korczaginii — Полевица Корчагина (4)
- Anemone altaica — Ветреница алтайская (3)
- Arabidopsis petraea — Резушка каменистая ( 4)
- Arenaria pseudofrigida — Песчанка ложнохолодная (3)
- Arnica fennoscandica — Арника фенноскандинавская ( 4)
- Aster alpinus — Астра альпийская (3)
- Astragalus arenarius — Астрагал песчаный (4)
- Astragalus gorczakovskii — Астрагал Горчаковского (3)
- Blysmus compressus — Поточник сжатый (3)
- Blysmus rufus — Поточник рыжий (3)
- Calypso bulbosa — Калипсо луковичная (2)
- Campanula cervicaria — Колокольчик жестковолосистый (3)
- Campanula persicifolia — Колокольчик персиколистный (3)
- Cardamine macrophylla — Сердечник крупнолистный (4)
- Carex bicolor — Осока двуцветная (4)
- Carex bohemica — Осока богемская (3)
- Carex buxbaumii — Осока Буксбаума (3)
- Carex glacialis — Осока ледниковая (4)
- Carex obtusata — Осока притупленная (4)
- Chimaphila umbellata — Зимолюбка зонтичная (3)
- Chrysanthemum zawadskii — Хризантема Завадского ( 3)
- Cinna latifolia — Цинна широколистная (3)
- Corydalis capnoides — Хохлатка дымянкообразная (4)
- Corydalis solida — Хохлатка плотная (3)
- Crepis chrysantha — Скерда золотистая (4)
- Crepis multicaulis — Скерда многостебельная (3)
- Cypripedium calceolus — Башмачок настоящий (3)
- Cypripedium guttatum — Башмачок пятнистый (3)
- Dactylorhiza baltica — Пальчатокоренник балтийский (3)
- Dactylorhiza cruenta — Пальчатокоренник кровавый (3)
- Dactylorhiza traunsteineri — Пальчатокоренник Траунштейнера (3)
- Dianthus repens — Гвоздика ползучая (3)
- Diapensia lapponica — Диапенсия лапландская (4)
- Draba incana — Крупка седоватая (3)
- Dracocephalum ruyschiana — Змееголовник Рюйша (3)
- Dryas octopetala — Дриада восьмилепестная (3)
- Dryas punctata — Дриада точечная (3)
- Epipactis palustris — Дремлик болотный (3)
- Epipogium aphyllum — Надбородник безлистный (3)
- Eremogone saxatilis — Песчанка злаколистная, или скальная (3)
- Festuca sabulosa — Овсяница дюнная (3)
- Galatella punctata — Солонечник точечный (0)
- Gentiana cruciata — Горечавка крестовидная (2)
- Gentiana pneumonanthe — Горечавка легочная (3)
- Gentiana verna  — Горечавка весенняя (2)
- Gentianella uliginosa — Горечавочка топяная (4)
- Gentianopsis detonsa — Горечавочник оголенный (3)
- Gentianopsis doluchanovii — Горечавочник Долуханова (3)
- Glyceria lithuanica — Манник литовский (3)
- Gypsophila uralensis pinegensis — Качим пинежский (2)
- Helianthemum rupifragum — Солнцецвет скалоломный (0)
- Hieracium virosum — Ястребинка ядовитая (3)
- Iris sibirica — Ирис сибирский (2)
- Lobelia dortmanna — Лобелия Дортманна (3)
- Loiseleuria procumbens — Луазелерия лежачая (4)
- Lomatogonium rotatum — Ломатогониум колесовидный (4)
- Lychnis samojedorum — Зорька самоедов (3)
- Neottia nidus-avis — Гнездовка настоящая (3)
- Nuphar pumila — Кубышка малая (3)
- Nymphaea tetragona — Кувшинка четырехгранная (3)
- Nymphoides peltata — Болотноцветник щитолистный (4)
- Ophrys insectifera — Офрис насекомоносная (1)
- Orchis militaris — Ятрышник шлемоносный (1)
- Oxytropis sordida — Остролодочник грязноватый (3)
- Paeonia anomala — Пион уклоняющийся (3)
- Phyllodoce caerulea — Филлодоце голубая (4)
- Poa remota — Мятлик расставленный (3)
- Potamogeton rutilus — Рдест красноватый (3)
- Primula farinosa — Первоцвет мучнистый (4)
- Pseudorchis albida — Псевдорхис беловатый (3)
- Pulsatilla patens — Прострел раскрытый (3)
- Ranunculus smalhausenii  — Лютик Шмальгаузена (3)
- Rhodiola rosea — Родиола розовая (2)
- Salix recurvigemmis — Ива отогнутопочечная (3)
- Saxifraga aizoides — Камнеломка жестколистная (3)
- Saxifraga cespitosa — Камнеломка дернистая (4)
- Saxifraga nivalis — Камнеломка снежная (4)
- Sibbaldia procumbens — Сиббальдия распростёртая (4)
- Thymus talijevii — Тимьян Талиева (3)
- Viola mauritii — Фиалка Морица (3)
- Viola selkirkii — Фиалка Селькирка (3)
- Zannichellia pedunculata — Цаникеллия длинноножковая (4)

### Грибы и лишайники
- Sarcosoma globosum — Саркосома шаровидная (7)
- Clavaria zollingeri — Клавария Золлингера (3)
- Cortinarius sanguineus — Паутинник кроваво-красный (4)
- Cortinarius violaceus — Паутинник фиолетовый (3)
- Stropharia aeruginosa — Строфария сине-зелёная (4)
- Athelia malyshevae — Ателия Малышевых (3)
- Athelia neuhoffii — Ателия Нойхоффа (3)
- Elmerina caryae — Эльмepинa кapиeвaя (4)
- Inonotopsis subiculosa — Инонотопсис подстилочный (3)
- Clavariadelphus pistillaris — Рогатик пестиковый (4)
- Clavariadelphus truncatus — Рогатик усеченный (3)
- Kavinia alboviridis — Кавиния бело-зелёная (4)
- Punctularia strigosozonata — Пунктулярия щетинисто-зональная (4)
- Craterellus cornucopioides — Вороночник рожковидный (3)
- Sidera lenis — Сидера нежная (4)
- Ganoderma lucidum — Трутовик лакированный (3)
- Rigidoporus crocatus — Ригидопорус шафранно-жёлтый (3)
- Haploporus odorus — Гаплопорус пахучий (3)
- Diplomitoporus crustulinus — Дипломитопорус корочконосный (3)
- Szczepkamyces campestris — Дихомитус полевой (3)
- Perenniporia tenuis — Переннипория кисловатая (3)
- Polyporus umbellatus — Трутовик зонтичный (3)
- Favolus pseudobetulinus — Фаволус ложноберёзовый  (2)
- Erastia ochraceolateritia — Эрастия охряно-красная (1)
- Irpex litschaueri — Ирпекс Литшауэра (2)
- Crustodermalongicystidiatum — Крустодерма длинноцистидная (3)
- Radulodon erikssonii — Радулодон Эриксона (4)
- Flaviporus citrinellus — Флавипорус лимонно-жёлтый (4)
- Phlebia coccineofulva — Флебия багряно-желтоватая (3)
- Junghuhnia collabens — Юнгхуния сминающаяся (5)
- Junghuhniapseudozilingiana — Юнгхуния ложнозилмнгова (3)
- Climacodon septentrionalis — Климакодон северный (5)
- Anomoloma albolutescens — Аномолома бело-желтоватая (3)
- Anomoporia bombycina — Аномопория шелковистая (3)
- Fomitopsis officinalis — Лиственничная губка (4)
- Oligoporuspersicinus — Олигопорус персикоцветный (3)
- Osteina obducta — Остейна прикрытая (2)
- Parmastomyces mollissimus — Пармастомицес переменчивый (3)
- Pycnoporellus alboluteus — Пикнопореллус бело-жёлтый (2)
- Postia hibernica — Постия зимняя (3)
- Resinoporia crassa — Ресинопория толстая (4)
- Rhodofomes cajanderi — Трутовик Каяндера (5)
- Laetiporus sulphureus — Трутовик серно-жёлтый (4)
- Fibroporia vaillantii — Фибропория Вайяна (3)
- Fibroporia norrlandica — Фибропория норрландская (3)
- Flavidoporia mellita — Флавидопория медовая (1)
- Flavidoporia pulvinascens — Флавидопория подушкообразная (5)
- Gloiodon strigosus — Глеодон щетинистый (4)
- Asterostroma laxum — Астерострома рыхлая (4)
- Vararia racemosa — Варариа кистеносная (3)
- Peniophorajunipericola — Пениофора можжевельника (2)
- Lindtneria chordulata — Линдтнерия нитчатая (2)
- Boletopsis grisea — Болетопсис серый (4)
- Phellodon niger — Феллодон чёрный (3)
- Phellodon secretas — Феллодон скрытый (3)
- Odontia calcicola — Одонтия известковая (4)
- Odontia fibrosa — Одонтия волокнистая (4)
- Thelephorapalmata — Телефора пальчатая (4)
- Tomentella badia — Томентелла тёмно-каштановая (4)
- Tomentella brunneorufa — Томентелла буро-рыжая (4)
- Tomentella galzini — Томентелла Гальзена (4)
- Jaapia argillacea — Яапия глинисто-желтая (3)
- Skvortzovia georgica — Скворцовия грузинская (3)

- Acolium karelicum — Аколиум карельский (3)
- Alectoria gowardii — Алектория Говарда (3)
- Anaptychia ciliaris — Анаптихия реснитчатая (3)
- Arctocetraria nigricascens — Арктоцетрария чернеющая (3)
- Arthonia vinosa Leight. — Артония винная (3)
- Asahinea chrysantha — Асахинея золотистая (4)
- Bryoria bicolor — Бриория двухцветная (3)
- Bryoria fremontii — Бриория Фремонта (3)
- Calicium abietinum — Калициум пихтовый (3)
- Chaenotheca brachypoda — Хенотека коротконожковая (3)
- Chaenotheca gracilenta — Хенотека изящненькая (3)
- Chaenotheca gracillima — Хенотека грациознейшая (3)
- Chaenotheca laevigata — Хенотека сглаженная (4)
- Chaenotheca phaeocephala — Хенотека тёмноголовая (4)
- Chaenotheca sphaerocephala — Хенотека круглоголовая (1)
- Cladonia libifera — Кладония лепешконосная (3)
- Cladonia scabriuscula — Кладония шероховатая (3)
- Collema nigrescens — Коллема чернеющая (4)
- Collema subnigrescens — Коллема почти чернеющая (3)
- Dactylina arctica — Дактилина арктическая (4)
- Evernia divaricata — Эверния растопыренная (3)
- Evernia perfragilis — Эверния очень ломкая (4)
- Leptogium arcticum — Лептогиум арктический (4)
- Leptogium cyanescens — Лептогиум синеющий (3)
- Leptogium rivulare — Лептогиум приручейный (1)
- Lobaria pulmonaria — Лобария лёгочная (3)
- Lobaria scrobiculata — Лобария ямчатая (3)
- Masonhalea inermis — Масонхалеа безоружная (3)
- Melanelixia subargentifera — Меланэликсия серебристоносная (4)
- Multiclavula mucida — Мультиклавула слизистая (4)
- Nephroma helveticum — Нефрома швейцарская (3)
- Nephromopsis laureri — Нефромопсис Лаурера (3)
- Peltigera elisabethae — Пельтигера Елизаветы (4)
- Peltigera lepidophora — Пельтигера чешуеносная (4)
- Peltigera lyngei Gyeln. — Пельтигера Люнге (3)
- Peltigera venosa — Пельтигера жилковатая (4)
- Pilophorus cereolus — Пилофорус восково-жёлтый (4)
- Placopsis lambii — Плакопсис Ляма (3)
- Platismatia norvegica — Платизматия норвежская (1)
- Protothelenella leucothelia — Прототенелла белососковая (4)
- Pseudevernia furfuracea — Псевдеверния зернистая (3)
- Ramalina obtusata — Рамалина притуплённая (4)
- Ramalina roesleri — Рамалина Рослера (3)
- Ramalina thrausta — Рамалина волосовидная (3)
- Ramboldia cinnabarina — Рамбольдия киноварно-красная (4)
- Sclerophora coniophaea — Склерофора тёмно-конусная (3)
- Scytinium fragrans — Сцитиниум пахучий (1)
- Scytinium subtile — Сцитиниум тонкий (4)
- Solorina saccata — Солорина мешочковидная (4)
- Tuckermannopsis ciliaris — Тукерманнопсис реснитчатый (4)
- Umbilicaria aprina — Умбиликария кабанья (3)
- Umbilicaria leiocarpa — Умбиликария гладкоплодная (3)
- Usnea longissima — Уснея длиннейшая (1)
- Varicellaria rhodocarpa — Варицеллярия розовоплодная (3)
- Vestergrenopsis elaeina — Вестергренопсис нежный (3)
- Vulpicida juniperinus — Вульпицида можжевельниковая (3)

### Животные
- Margaritifera margaritifera  —  Жемчужница европейская  (2)

- Arctia tundrana — Медведица тундровая (3)
- Arctia menetriesii — Медведица Менетрие (3)
- Carabus nitens — Жужелица блестящая (3)
- Diacrisia purpurata — Медведица пурпурная (3)
- Bombus glacialis — Шмель ледниковый  (3)
- Bombus consobrinus — Шмель родственный (3)
- Parnassius mnemosyne — Мнемозина (2)

- Anguilla anguilla — Речной угорь (4)
- Coregonus lavaretus pallasi — Озерный многотычинковый сиг (популяция Мегорских озер) (3)
- Stenodus leucichthys nelma — Нельма (7)

- Triturus cristatus — Гребенчатый тритон (4)

- Anguis fragilis — Веретеница ломкая (4)
- Natrix natrix — Обыкновенный уж (4)
- Vipera berus — Обыкновенная гадюка (3)

- Aegolius funereus — Мохноногий сыч (3)
- Alca torda — Гагарка (4)
- Anser erythropus — Пискулька (2)
- Anser fabalis fabalis — Лесной гуменник (2)
- Aquila chrysaetos — Беркут (2)
- Aquila clanga — Большой подорлик (2)
- Botaurus stellaris — Большая выпь (4)
- Branta bernicla hrota — Атлантическая черная казарка (3)
- Bubo bubo — Филин (2)
- Crex crex — Коростель (4)
- Cygnus bewickii — Малый лебедь (4)
- Cygnus cygnus — Лебедь-кликун (3)
- Emberiza aureola — Дубровник (2)
- Emberiza rustica — Овсянка-ремез (3)
- Falco peregrinus — Сапсан (3)
- Falco rusticolus — Кречет (2)
- Falco subbuteo — Чеглок (4)
- Falco vespertinus — Кобчик (2)
- Gallinago media — Дупель (4)
- Gavia adamsii — Белоклювая гагара (3)
- Glaucidium passerinum — Воробьиный сыч (3)
- Haematopus ostralegus longipes — Кулик-сорока (материковый подвид)) (3)
- Haliaeetus albicilla — Орлан-белохвост (3)
- Lanius excubitor — Серый сорокопут (3)
- Limosa limosa — Большой веретенник (3)
- Pagophila eburnea — Белая чайка (2)
- Pandion haliaetus — Скопа (3)
- Parus cyanus — Белая лазоревка (4)
- Pernis apivorus — Осоед (3)
- Phalacrocorax carbo carbo — Атлантический большой баклан (3)
- Somateria mollissima — Обыкновенная гага (3)
- Strix nebulosa — Бородатая неясыть (3)

- Balaena mysticetus — Гренландский кит (1)
- Balaenoptera borealis borealis — Ивасевый, или сайдяной, кит, сейвал (северный подвид) (2)
- Balaenoptera musculus musculus — Синий кит, блювал (1)
- Balaenoptera physalus physalus — Сельдяной кит, финвал (2)
- Halichoerus grypus grypus — Серый или длинномордый тюлень, тевяк (атлантический подвид) (3)
- Hyperoodon ampullatus — Высоколобый бутылконос (6)
- Lagenorhynchus acutus — Атлантический белобокий дельфин (7)
- Lagenorhynchus albirostris — Беломордый дельфин (7)
- Megaptera novaeangliae — Горбатый кит или кит-горбач (5)
- Monodon monoceros — Единорог или нарвал (4)
- Mustela lutreola — Европейская норка (1)
- Myotis brandti — Ночница Брандта (4)
- Myotis dasycneme — Прудовая ночница (4)
- Odobenus rosmarus rosmarus — Морж (атлантический подвид) (5)
- Phoca vitulina vitulina — Обыкновенный тюлень, нерпа-каменка (европейский подвид) (5)
- Phocoena phocoena phocoena — Морская свинья (североатлантический подвид) (4)
- Plecotus auritus — Бурый ушан (3)
- Pteromys volans — Летяга (3)
- Rangifer tarandus pearsoni — Новоземельский северный олень (4)
- Rangifer tarandus tarandus — Северный олень (дикий) (2)
- Ursus maritimus — Белый медведь (карско-баренцевоморская популяция) (3)

## Авторы
- Ответственный редактор: А. П. Новосёлов
- Составители: П. Н. Амосов, В. А. Андреев, Н. И. Асоскова, А. Е. Баталов, М. П. Бахматова, Ю. В. Беспалая, И. Н. Болотов, Н. В. Бурова,С.И. Дровнина, О. Н. Ежов, Р. В. Ершов, В. А. Ефимов, Т. Б. Козинская, В. И. Корепанов, Е. В. Кочерина, В. Н. Мамонтов, Т. А. Новинская, М. В. Подболоцкая, Л. В. Пучнина, Е. А. Рай, А. М. Рыков, С. Ю. Рыкова, В. Н. Светочев, О. Н. Светочева, О. В. Сидорова, О. В. Усачева, Б. Ю. Филиппов, Е. Ю. Чуракова, Е. В. Шаврина.